# غابي وايت
غابي وايت (بالإنجليزية: Gabe White)‏ هو لاعب كرة قاعدة أمريكي، ولد في 20 أكتوبر 1971 في سيبرينغ في الولايات المتحدة.

## وصلات خارجية
- غابي وايت على موقع دوري كرة القاعدة الرئيسي (الإنجليزية)
- غابي وايت على موقعبيزبول رفرنس.كوم (الدوري الرئيسي) (الإنجليزية)
- غابي وايت على موقعبيزبول رفرنس.كوم (الدوري الثانوي) (الإنجليزية)
- غابي وايت على موقع إي إس بي إن.كوم (أم.أل.بي) (الإنجليزية)
- غابي وايت على موقع مشجعي الرسوم البيانية (الإنجليزية)